# Stigmacoccus asper
Stigmacoccus asper är en insektsart som beskrevs av Hempel 1900. Stigmacoccus asper ingår i släktet Stigmacoccus och familjen pärlsköldlöss. Inga underarter finns listade i Catalogue of Life.